# Osmologia
Osmologia é o estudo dos odores e aromas. Ramo do conhecimento humano que se ocupa da compreensão do olfato e das partículas que, dispersas no meio, são captadas através de células especializadas, interpretando-as como cheiros.
Na atualidade a osmologia vem se tornando um ramo da Ciência Médica, através do uso de técnicas terapêuticas conhecidas genericamente como aromaterapia.